# Peltoperlopsis malickyi
Peltoperlopsis malickyi är en bäcksländeart som beskrevs av Bill P.Stark och Ignac Sivec 1999. Peltoperlopsis malickyi ingår i släktet Peltoperlopsis och familjen Peltoperlidae. Inga underarter finns listade i Catalogue of Life.